# Morti nel 1980/Ottobre
| Questa pagina contiene informazioni ricavate automaticamente dalle voci biografiche con l'ausilio del template Bio e di un bot. L'aggiornamento è periodico e automatico e ricostruisce completamente la pagina. Se manca una persona in questa lista, sei pregato di non aggiungerla, ma accertati piuttosto che la sua voce biografica contenga il template Bio e che i dati anagrafici siano correttamente compilati. Se il template Bio manca, inseriscilo tu stesso o, in alternativa, metti l'avviso {{tmp\|Bio}} che ne segnala la mancanza. Se i dati riportati sono sbagliati, correggi direttamente la voce biografica; le modifiche saranno visibili in questa lista entro pochi giorni. Per chiarimenti vedi il progetto biografie. La lista contiene solo le 100 persone che sono citate nell'enciclopedia e per le quali è stato implementato correttamente il template Bio. Pagina aggiornata al 3 mar 2024. |

- 1º ottobre - Harry Grey, criminale e scrittore statunitense (n. 1901)
- 2 ottobre - Alessandrina di Prussia, principessa prussiana (n. 1915)
- 2 ottobre - Luciano Abramo, pallavolista, allenatore di pallavolo e dirigente sportivo italiano (n. 1933)
- 2 ottobre - Louis Daquin, regista, sceneggiatore e attore francese (n. 1908)
- 2 ottobre - Carlos García-Bedoya, politico peruviano (n. 1925)
- 2 ottobre - Lina Pagliughi, soprano statunitense (n. 1907)
- 3 ottobre - María Teresa Mora, scacchista cubana (n. 1902)
- 3 ottobre - Albéric O'Kelly de Galway, scacchista belga (n. 1911)
- 3 ottobre - Filippo Scelzo, attore italiano (n. 1900)
- 3 ottobre - Armand Swartenbroeks, calciatore belga (n. 1892)
- 3 ottobre - Melvin E. Thompson, politico statunitense (n. 1903)
- 3 ottobre - Gustav Wagner, militare austriaco (n. 1911)
- 3 ottobre - Jerzy Żurawlew, pianista e direttore d'orchestra polacco (n. 1887)
- 4 ottobre - Sihugo Green, cestista statunitense (n. 1933)
- 4 ottobre - Pëtr Mironovič Mašerov, politico sovietico (n. 1918)
- 4 ottobre - Umberto Riccobaldi, calciatore italiano (n. 1900)
- 4 ottobre - László Szollás, pattinatore artistico su ghiaccio ungherese (n. 1907)
- 5 ottobre - Nanni De Angelis, attivista e politico italiano (n. 1958)
- 5 ottobre - Émile Scharwath, calciatore francese (n. 1904)
- 6 ottobre - Arnaldo Armani, politico italiano (n. 1913)
- 6 ottobre - Edric Bastyan, generale e politico inglese (n. 1903)
- 6 ottobre - Hattie Jacques, attrice britannica (n. 1922)
- 6 ottobre - Jean Robic, ciclista su strada, ciclocrossista e pistard francese (n. 1921)
- 6 ottobre - Shigemaru Takenokoshi, dirigente sportivo, allenatore di calcio e calciatore giapponese (n. 1906)
- 7 ottobre - Guido Astuti, avvocato e giurista italiano (n. 1910)
- 7 ottobre - Fanny Marchiò, attrice italiana (n. 1904)
- 8 ottobre - John Dollard, psicologo e sociologo statunitense (n. 1900)
- 8 ottobre - Mario Guizzardi, calciatore e imprenditore italiano (n. 1906)
- 8 ottobre - Maria Holst, attrice austriaca (n. 1917)
- 8 ottobre - Maurice Martenot, inventore francese (n. 1898)
- 8 ottobre - Ferenc Weinhardt, calciatore ungherese (n. 1903)
- 9 ottobre - Francesco Giangreco, generale italiano (n. 1891)
- 9 ottobre - Theophil Henry Hildebrandt, matematico statunitense (n. 1888)
- 9 ottobre - Emily Hood Westacott, tennista australiana (n. 1910)
- 9 ottobre - Fritz Günther von Tschirschky, politico tedesco (n. 1900)
- 10 ottobre - Carlo Annovazzi, calciatore e allenatore di calcio italiano (n. 1925)
- 10 ottobre - Tameichi Hara, militare giapponese (n. 1900)
- 10 ottobre - Charles Harbridge, calciatore inglese (n. 1891)
- 10 ottobre - Billie Thomas, attore statunitense (n. 1931)
- 10 ottobre - Zhao Dan, attore e regista cinese (n. 1915)
- 11 ottobre - Santo Bergamo, vescovo cattolico italiano (n. 1909)
- 11 ottobre - Maurice Blomme, ciclista su strada e pistard belga (n. 1926)
- 12 ottobre - Alberto Demicheli, politico uruguaiano (n. 1896)
- 13 ottobre - Antoni Bura, militare e bobbista polacco (n. 1898)
- 13 ottobre - Joan Meredith, attrice statunitense (n. 1907)
- 14 ottobre - Louis Guilloux, scrittore e traduttore francese (n. 1899)
- 14 ottobre - Francesco Pricolo, aviatore italiano (n. 1891)
- 15 ottobre - Katharine Mary Briggs, saggista, scrittrice e drammaturga inglese (n. 1898)
- 15 ottobre - Michail Alekseevič Lavrent'ev, matematico sovietico (n. 1900)
- 15 ottobre - Alexander Mach, politico slovacco (n. 1902)
- 15 ottobre - Apostolos Nikolaïdīs, dirigente sportivo, allenatore di calcio e calciatore greco (n. 1896)
- 15 ottobre - Mary O'Hara, scrittrice e sceneggiatrice statunitense (n. 1885)
- 15 ottobre - John Sutcliffe, calciatore inglese (n. 1913)
- 15 ottobre - Pietro di Grecia, principe greco (n. 1908)
- 16 ottobre - Luigi Longo, politico e antifascista italiano (n. 1900)
- 16 ottobre - Rolph Schroeder, violinista tedesco (n. 1900)
- 17 ottobre - Yvonne Astruc, violinista e insegnante francese (n. 1889)
- 17 ottobre - Sam Flint, attore statunitense (n. 1882)
- 17 ottobre - Don Rehfeldt, cestista statunitense (n. 1927)
- 17 ottobre - Ugo Sissa, architetto, designer e archeologo italiano (n. 1913)
- 18 ottobre - Hans Ehard, politico tedesco (n. 1887)
- 18 ottobre - Hans Ferdinand Mayer, matematico e fisico tedesco (n. 1895)
- 19 ottobre - Ugo Fasolo, poeta italiano (n. 1905)
- 19 ottobre - Guglielmo Gajani, calciatore italiano (n. 1901)
- 19 ottobre - Georg Rasch, statistico danese (n. 1901)
- 19 ottobre - Gerhard von Schwerin, generale tedesco (n. 1899)
- 20 ottobre - Tino Buazzelli, attore italiano (n. 1922)
- 20 ottobre - Phoebe Holcroft Watson, tennista britannica (n. 1898)
- 20 ottobre - Stefán Jóhann Stefánsson, politico islandese (n. 1894)
- 20 ottobre - Robert Whittaker, biologo statunitense (n. 1920)
- 21 ottobre - Hans Asperger, pediatra austriaco (n. 1906)
- 21 ottobre - Vălko Červenkov, politico bulgaro (n. 1900)
- 21 ottobre - Antonio D'Angelo, calciatore italiano (n. 1953)
- 22 ottobre - Sammy Angott, pugile statunitense (n. 1915)
- 23 ottobre - Gustav Krukenberg, generale tedesco (n. 1888)
- 23 ottobre - José Muguerza, calciatore spagnolo (n. 1911)
- 25 ottobre - Filippo d'Assia, politico tedesco (n. 1896)
- 25 ottobre - Virgil Fox, organista statunitense (n. 1912)
- 25 ottobre - Víctor Galíndez, pugile argentino (n. 1948)
- 25 ottobre - Sahir Ludhianvi, paroliere e poeta indiano (n. 1921)
- 26 ottobre - Emilia Mariottini, politica italiana (n. 1897)
- 26 ottobre - Per-Olof Östrand, nuotatore svedese (n. 1930)
- 26 ottobre - Ján Pöstényi, presbitero, saggista e editore slovacco (n. 1891)
- 26 ottobre - Luigi Vagnetti, architetto italiano (n. 1915)
- 26 ottobre - Marcello Caetano, politico portoghese (n. 1906)
- 27 ottobre - Michele Deriu, geologo italiano (n. 1921)
- 27 ottobre - Art Hillhouse, cestista statunitense (n. 1916)
- 27 ottobre - Gastone Prendato, calciatore e allenatore di calcio italiano (n. 1910)
- 27 ottobre - John Hasbrouck van Vleck, fisico statunitense (n. 1899)
- 28 ottobre - Benvenuto Terzi, musicista, compositore e chitarrista italiano (n. 1892)
- 29 ottobre - George Borġ Olivier, politico maltese (n. 1911)
- 29 ottobre - Leone Cattani, avvocato e politico italiano (n. 1906)
- 30 ottobre - Arne Røisland, calciatore norvegese (n. 1923)
- 31 ottobre - Giustino Arpesani, avvocato, diplomatico e politico italiano (n. 1896)
- 31 ottobre - Raúl Campero, cavaliere messicano (n. 1919)
- 31 ottobre - Pierre Cressoy, attore francese (n. 1924)
- 31 ottobre - Edelmiro Julián Farrell, generale e politico argentino (n. 1887)
- 31 ottobre - Joseph Pé, ciclista su strada belga (n. 1891)
- 31 ottobre - Victor Sen Yung, attore statunitense (n. 1915)
- 31 ottobre - Jan Werich, attore, commediografo e scrittore ceco (n. 1905)